# Anomala chamaeleon
Anomala chamaeleon är en skalbaggsart som beskrevs av Leon Fairmaire 1887. Anomala chamaeleon ingår i släktet Anomala och familjen Rutelidae. Inga underarter finns listade i Catalogue of Life.